# Beautiful Soul (canción)
Beautiful Soul es el sencillo debut del cantante estadounidense Jesse McCartney, lanzado para promocionar su álbum debut bajo el mismo nombre Beautiful Soul.

## Información
Fue lanzado digitalmente el 19 de octubre de 2004 y certificado disco de oro en Estados Unidos el 29 de marzo de 2005. El video musical oficial fue dirigido por Marc Webb y estrenado en noviembre del 2004. Fue lanzado digitalmente en iTunes el 14 de marzo de 2006.

### Lista de canciones
Descarga digital
1. Beautiful Soul (Radio Edit)

Advance Single
1. Beautiful Soul (Radio Edit)
2. Beautiful Soul (Album Version)
3. Call Out Hook

CD Sencillo
1. Beautiful Soul (Radio Edit)
2. Without U

CD Sencillo
1. Beautiful Soul (Radio Edit)
2. Get Your Shine On
3. Beautiful Soul (Drew Ferrante Mix)
4. Beautiful Soul (Video)

Promo
1. Beautiful Soul (Radio Edit)

## Posiciones
| Chart (2004)                           | Posición |
| -------------------------------------- | -------- |
| U.S. Billboard Hot 100                 | 16       |
| U.S. Billboard Bubbling Under Hot 100  | 23       |
| U.S. Billboard Adult Contemporary      | 23       |
| U.S. Billboard Pop 100                 | 5        |
| U.S. Billboard Pop 100 Airplay         | 5        |
| U.S. Billboard Top 40 Mainstream       | 4        |
| U.S. Billboard Top 40 Tracks           | 12       |
| U.S. Billboard Adult Top 40            | 13       |
| U.S. Billboard Hot Digital Songs       | 12       |
| U.S. Billboard Top 40 Adult Recurrents | 11       |
| U.S. Billboard Radio Songs             | 16       |
| European Hot 100                       | 41       |
| Radio Disney                           | 1        |
| Australia Top 100 singles              | 1        |
| Philippines MYX Hit Chart Top 20       | 1        |
| Nueva Zelanda Top 40 Singles           | 2        |
| Bélgica Ultratop 50 Singles            | 21       |
| Países Bajos Top 40 Singles            | 17       |
| Suecia Top 60 Singles                  | 37       |
| Austria Top 75 Singles                 | 8        |
| Italia Top Singles                     | 15       |
| UK Singles Top 75                      | 16       |
| Irlanda Top 50 Singles                 | 16       |
| Suiza Top 100 Singles                  | 22       |
| Alemania Top 100 Singles               | 25       |
| Los 40 Principales                     | 3        |
| AOL Music                              | 2        |
| Taiwán Singles Chart                   | 1        |
| Digital Sales Top 100                  | 16       |
| Airplay World Official Top 100         | 95       |

| Fin de año - Chart (2005)              | Posición |
| -------------------------------------- | -------- |
| U.S. Billboard Hot 100                 | 75       |
| U.S. Billboard Hot 100 Airplay         | 64       |
| U.S. Billboard Pop 100                 | 25       |
| U.S. Billboard Pop 100 Airplay         | 17       |
| U.S. Billboard Digital Songs           | 51       |
| U.S. Billboard Adult Top 40            | 28       |
| U.S. Billboard Top Soundtracks Singles | 5        |
| Australia Top 100                      | 19       |
| Nueva Zelanda Top 20                   | 13       |
| Italia Top Anual 100                   | 99       |

| Chart (2010)                     | Posición |
| -------------------------------- | -------- |
| iTunes Grecia Pop Songs          | 46       |
| iTunes Portugal Pop Songs        | 43       |
| iTunes Nueva Zelanda Rock Songs  | 52       |
| iTunes Irlanda Music Soundtracks | 29       |
| iTunes Canadá Music Soundtracks  | 29       |
| Chart (2011)                     | Posición |
| iTunes Estados Unidos Pop Songs  | 62       |
| iTunes Nueva Zelanda Rock Songs  | 23       |
| iTunes Austria Music Soundtracks | 28       |